# أولاد ساعد الدراع (الهمامدة)
أولاد ساعد الدراع هو دُوَّار يقع بجماعة مولاي عبد الله، إقليم الجديدة، جهة الدار البيضاء سطات في المملكة المغربية. ينتمي الدوّار لمشيخة الهمامدة التي تضم 6 دواوير. يقدر عدد سكانه بـ 2532 نسمة حسب الإحصاء الرسمي للسكان والسكنى لسنة 2004.

## روابط خارجية
- البوابة الوطنية للجماعات الترابية
- المندوبية السامية للتخطيط